# 白瀬矗
白瀬 矗（しらせ のぶ、1861年7月20日（文久元年6月13日）- 1946年（昭和21年）9月4日）は、日本の陸軍軍人、南極探検家。最終階級は陸軍輜重兵中尉。幼名は知教（ちきょう）。
「白瀬中尉」と呼ばれることが多い。

## 生涯

### 出生と陸軍入隊
文久元年（1861年）、出羽国由利郡金浦村（現在の秋田県にかほ市）出身。浄蓮寺の住職、白瀬知道・マキエの長男として生まれた。
南極探検以後になって出版した自伝によると、幼年時代は非常にわんぱくだったという。「金浦の浜辺に漁師が捨てた小魚を狙ってきた狐の尻尾をちぎった」「海に潜って300トンもある千石船の底を潜り抜けようとしたが、抜けられずに溺れて死にかけた」「本堂に引っかった凧を取ろうとして落っこちた」のほか、狼退治や150人と血闘を行ったなどと列挙している。
8歳（数え年だと9歳）の頃に、平田篤胤の高弟ともいわれる医師で蘭学者（漢学者とも）の佐々木節斎の寺子屋に入る。佐々木は読み書きソロバンや四書五経を教え、その他にもコロンブスやマゼランの地理探検、そしてジョン・フランクリン隊の遭難（フランクリン遠征）などの話を聞かせた。白瀬は11歳の頃に佐々木より北極の話を聞き、探検家を志すようになる。
このとき佐々木は、白瀬に対し5つの戒めを教えた。
1. 酒を飲まない
2. 煙草を吸わない
3. 茶を飲まない
4. 湯を飲まない
5. 寒中でも火にあたらない

白瀬は18歳頃から守るようになり、生涯この戒めを守り続けたとされる。
明治10年（1877年）、母の実家である山形県山形市七日町にある小学校に入学し、明治12年（1879年）3月に卒業する。同年7月に僧侶となるため上京するが、2か月後（明治12年9月）に軍人を目指し日比谷の陸軍教導団騎兵科に入校。同時に幼名の知教という名を矗に改名した。

### 千島探検
明治14年（1881年）4月、教導団騎兵科を卒業し、輜重兵科に転科して、陸軍輜重兵伍長として仙台鎮台・輜重兵第2大隊付となり、仙台に赴任した。仙台では鹿子清水（かのこしみず、青葉区米ヶ袋）に居住した。明治15年（1882年）、宇都宮で行われた軍事演習に騎兵として参加し、児玉源太郎と出会った。
明治20年（1887年）、仙台市二日町の海産問屋の娘「やす」と結婚した。陸軍輜重兵曹長、下副官と進級し、明治25年（1892年）、予備役に編入されると同時に士官適任証を授与された。
明治23年（1890年）、仙台で児玉源太郎と再会し、北極探検への思いを伝えた。すると児玉に「落ち着け」と一蹴され、更に「書生論的空理空論だ」などと断言されたが、「北極探検を志すなら、まず樺太や千島の探検をするように」と薦められた。
児玉の助言に従って千島探検を志すようになり、明治26年（1893年）、郡司成忠海軍大尉が率いる千島探検隊（千島報效義会）に加わる。探検隊は千島に到着するまでの間に、暴風雨による遭難で19名の死者を出したが、千島列島に到着した。捨子古丹島に9名、幌筵島に1名の隊員を越冬隊として残し、白瀬・郡司ら7名は、同年8月31日、最終目的地である占守島に到着、同島で越冬した。
明治27年（1894年）の5月、幌筵島の1人が壊血病で死亡した。さらに6月に占守島へ寄港した軍艦「磐城」から「捨子古丹島の9名の内4名死亡、5名行方不明」との情報が伝えられる。
そして、郡司は、軍からの強い要請により、軍艦「磐城」で帰還することになった。郡司は当初、全員を帰還させるつもりであったが、郡司の父である幸田成延が、千島開発を途切れさせないために自分が占守島に残ると強硬に主張した。郡司はこれを翻意させるため、白瀬に父・成延の代わりとして占守島に残留するよう要望した。
白瀬は最終的に郡司の帰還を承諾し、2年目の越冬をした。しかし、白瀬を含む4人が壊血病になり、白瀬を除く3人は死亡した。壊血病にならなかった2人のうち1人はノイローゼとなり、白瀬も病気による体力の低下から食料の調達が不可能となり、飢餓のため愛犬を射殺してその肉を食べた。白瀬らは明治28年（1895年）8月、救助された。白瀬は、過酷な状況に追い込まれたことと、越冬のため日清戦争に従軍できなかったことへの後悔から、郡司親子を恨み、これ以後、郡司と白瀬の仲は極端に悪化する。
明治30年（1897年）、後備陸軍輜重兵少尉に任官。明治33年（1900年）、国家事業として千島の経営を帝国議会に請願、10万円の予算が通過したが、交付されないので密漁船でアラスカに渡り、6か月間を北緯70度で過ごした。
明治37年（1904年）、日露戦争勃発により、同年6月、召集され第8師団衛生予備廠長となり、10月に出征した（出征は明治37年10月 - 明治39年1月）。明治38年（1905年）1月、黒溝台会戦で右手と胸を負傷し、同年11月、陸軍輜重兵中尉に進級した。

### 南極探検隊の結成と出発
明治42年（1909年）、アメリカの探検家・ロバート・ピアリーの北極点踏破のニュースを聞き、失望・落胆する。そこで北極探検を断念し、目標を南極点へ変更するが、アーネスト・シャクルトンが南緯88度23分に到達したと知り、意気消沈した。さらに、イギリス政府がロバート・スコットが南極探検に来年も挑むと発表すると、白瀬は即座に競争を決意した。スコットは1910年にイギリスの王立地理学会から支援を受け、科学調査とともに南極点到達を目標にしていた。
明治43年（1910年）、白瀬は児玉源太郎のアドバイスを受けて南極探検の費用補助の請願書を帝国議会に提出した。帝国議会では請願書が通過して下付金が付いたものの、政府側では省内でたらいまわしされ結局金はつかなかった。このような状況を知った成功雑誌社社長の村上濁労とその夫人いそが、他紙への働きかけや演説会を企画して活動し、東京日日新聞社長の千頭（ちかみ）から大隈重信へ話が持ち込まれてその協力を得ることとなった。
神田で開催された南極探検発表演説会は2000人の聴衆が詰めかけて大成功を収め、南極探検後援会が組織されて会長には大隈が就任した（幹事は三宅雪嶺、押川方義、桜井熊太郎、村上濁浪、田中舎身、佐々木照山）。

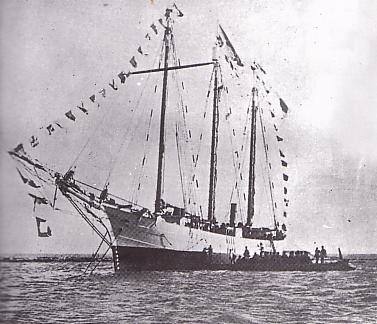
開南丸

船の調達は海軍の磐城（656トン）の譲渡交渉が順調に進んでいたが頓挫。最終的には千島探検の際の対応で激しく非難していた郡司成忠と交渉し、難航しながらも、何とか小型帆船の第二報効丸（木造、3本マスト、エンジンなし）を入手。この船は東郷平八郎によって「開南丸」と命名された。船は南極用に角材と鋼鉄板で補強するなど改造され、204トン、長さ33.5メートル、幅7.9メートルの船となったものの、エンジンは小馬力の18HPで出入港用の補助エンジン程度のものであった。
白瀬を隊長とする南極探検隊27人（隊員9人、船員18人）は、同年11月28日に芝浦ふ頭で乗船し、翌11月29日に出港した。乗員のほか29頭の樺太犬も乗船したが、渡航中に1頭を残して寄生虫症により亡くなった。
明治44年（1911年）2月8日に、ニュージーランドのウェリントン港に入港。しかし、南半球に至ったものの航行の遅れで季節が進んだこと、食糧の傷み、食糧不足への心配から2月11日には出港した。3月6日には南極大陸を望見したが、3月10日には海面の凍結が始まっていることを確認。3月14日、南緯74度16分、東経172度07分のコールマン島付近で氷海に前進を阻まれ、反転を決意して5月1日にシドニーに入港した。
シドニーでは経費節約のため岸壁に設営したが、みすぼらしい船だったため一時スパイ説も流れたという。
ここで、資金調達のために、書記長の多田と船長の野村が帰国したが、後援会内部では村上濁浪が会費を使い込んだという疑惑が起きて内紛が発生した。一方、シドニーで滞在していた本隊でも内紛が発生しており、隊員による白瀬の毒殺未遂事件が起きた。
10月14日、樺太犬とその他の資材が熊野丸で到着した。また、白瀬隊は英語がわからない状況にあったが、ニュージーランドでただ一人の日本人の三宅が運転手見習い、通訳として参加することになった。
そして探検用の樺太犬を連れてシドニーに戻った多田を加えた隊は、表面上は和解して再び南極を目指した。
11月19日にシドニーを出港。滞在中に援助してくれたシドニー大学のデビット博士に対して白瀬は日本刀を贈った。
明治45年（1912年）1月3日に南極大陸を確認すると、1月12日から上陸地点を求めてさまよった。1月16日、南極に初上陸（南緯78度17分、西経162度50分）して、その湾を「開南湾」（南緯78度15分）と命名した。その後、ロス棚氷（ロス海）・クジラ湾（ホエール湾）の南緯78度31分、西経164度30分に上陸し、先に来航して南極点遠征に向かったロアール・アムンセンの帰還を待つノルウェーの「フラム号」を発見（アムンセンは12月14日に南極点到達に成功していた）。翌1月17日に白瀬と三宅（通訳）はフラム号を訪問し、限られた形ながら接触している。なお、1月17日にはロバート・スコット隊も南極点に到達したが、帰路に全員遭難死している。
白瀬隊は1月18日に氷堤上に根拠地を設営すると、1月19日から突進隊5人と観測隊2人で出発し、開南丸は湾口へと離れた。1月20日に突進隊と観測隊は分かれ、突進隊は前隊3人と犬15頭、後隊2人と犬13頭で前進したが、体力も食糧も限界となり、1月28日午前0時20分に南緯80度05分、西経156度37分に到達したところで最終地点と定め一帯を「大和雪原（やまとゆきはら・やまとせつげん）」と命名。隊員全員で万歳三唱し、同地に「南極探検同情者芳名簿」を埋め、日章旗を掲げて「日本の領土として占領する」と先占による領有を宣言した。この領有宣言は、アーネスト・シャクルトンにならって行われた。なお、この地点は棚氷であり、領有可能な陸地ではないことが後に判明した。

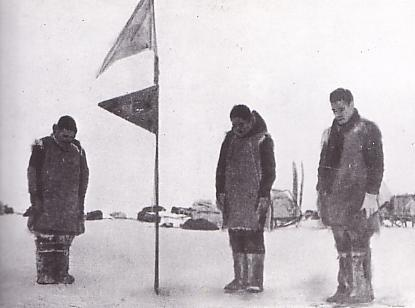
大和雪原にて皇居を遥拝する白瀬隊（中央の人物が白瀬矗。右は武田輝太郎、左は三井所清造）

白瀬らは1月31日に基地に帰還。沿岸探検隊がロス海ホエール湾に帰着するにあたり、エドワード7世半島の接続部の湾に後援者である大隈重信の名から「大隈湾」（南緯77度50分）と命名した。
探検の記録映像『日本南極探検』は東京国立近代美術館フィルムセンターが所蔵しており、展示室のビデオモニターでその一部が鑑賞できる。

### 帰還
付近一帯を大和雪原と命名した白瀬隊は、明治45年（1912年）2月4日に南極を離れ、ウェリントン経由で日本に戻ることとなった。いざ南極を離れようとすると海は大荒れとなり、連れてきた樺太犬21頭を置き去りにせざるを得なくなった（そのうち6頭は生還）。
ウェリントンに戻ると、白瀬隊の内紛は修復できないほど悪化しており、白瀬と彼に同調するもの4人は、開南丸ではなく貨客船で日本に帰ってきた。他の者は、開南丸に乗って6月18日に館山に到着し、6月19日に横浜へ回航、そして、6月20日に出発地である芝浦へ帰還した。約5万人の市民が開南丸の帰還を歓迎し、夜には早稲田大学を中核とした学生約5,000人が提灯行列を行った。
白瀬ら全員が帰国した際は日本中が歓喜に沸いた。白瀬も皇太子の謁見を受け、また各地での歓迎式典が開かれたほか、学術的資料としても南極の気象や動植物の記録、ペンギンの胃から出てきた140個あまりの石の分類も行われた。

### 晩年
帰国後、後援会が資金を遊興飲食費に充てていたことが判明し、白瀬は4万円（現在の1億5千万円）の借金を背負い、隊員の給料すら支払えなかった。自宅、家財道具、軍服と軍刀を売却して、転居を重ね、実写フィルムを抱えて娘と共に、台湾、満洲、朝鮮半島を含む日本各地を講演して回り、20年をかけて借金の弁済に努めた。
昭和11年（1936年）、東京科学博物館（現・国立科学博物館）で「南極の科学」展が開かれ、白瀬はそこで講演を行った。
昭和12年（1938年）、国から「大隈湾」「開南湾」の命名に対して感謝状が贈られた。
昭和21年（1946年）9月4日、愛知県西加茂郡挙母町（現・豊田市）の、白瀬の次女が間借りしていた魚料理の仕出屋の一室で死去した。享年85。死因は腸閉塞であった。床の間にみかん箱が置かれ、その上にカボチャ2つ、ナス数個、乾きうどん1把が供えられた祭壇を、弔問する人は少なかった。近隣住民のほとんどが、白瀬が住んでいることを知らなかった。のちに第1次南極地域観測隊の隊長として昭和基地の建設を指揮する永田武は第二次世界大戦の疎開中、奇しくも白瀬と同じ挙母町（現・豊田市宮町）に滞在していた。

## 備考
- ロス棚氷の東岸は、昭和36年（1961年）にニュージーランドの南極地名委員会によって「白瀬海岸（しらせかいがん、Shirase Coast）」と命名された[44]。
- 「白瀬中尉南極探検50年記念」の記念切手が昭和35年（1960年）11月29日に発行された。この日は、白瀬が南極へ向けて出発してからちょうど50年であった。
- 昭和45年（1970年）に、日本人として初めて、男性2人と共に小型ヨットによる世界一周航海を達成した「白瀬京子[45][注 11]」は、白瀬の弟の孫である[46]。京子は「白瀬南極探検隊記念館」の初代館長に就任したが、平成2年（1990年）、開館の9日前に死去した[47]。
- 「秋田ふるさと村」（秋田県横手市）のマスコットキャラクターである、秋田犬の「ノブ君」の名前は白瀬に由来する[48]。
- 南極観測船「しらせ」（初代・2代）の艦名は『白瀬矗』に因んでいるという認識が多いが、旧海軍の時代から慣例的に艦名を人名に因むことは避けられており、自衛艦の命名基準からも人名は外されていることからそのまま採用することはできず、公式には白瀬を記念した地名である「白瀬氷河」を由来としている[49][50]。

- 秋田県にかほ市に「白瀬南極探検隊記念館」がある。
- 白瀬が明治45年（1912年）1月28日に大和雪原に到達したことを記念し、毎年1月28日に、白瀬の出身地であるにかほ市金浦地区で「白瀬中尉をしのぶ集い」が開催され、約2.5キロメートルの「雪中行進」を行っており、令和2年（2020年）1月28日で第53回を数える[5][7][51]。
- 愛知県西尾市吉良町に「南極探検隊長 大和雪原開拓者之墓」の墓碑がある。

愛知県西尾市吉良町 西林寺にある墓、スクリュープロペラと略歴
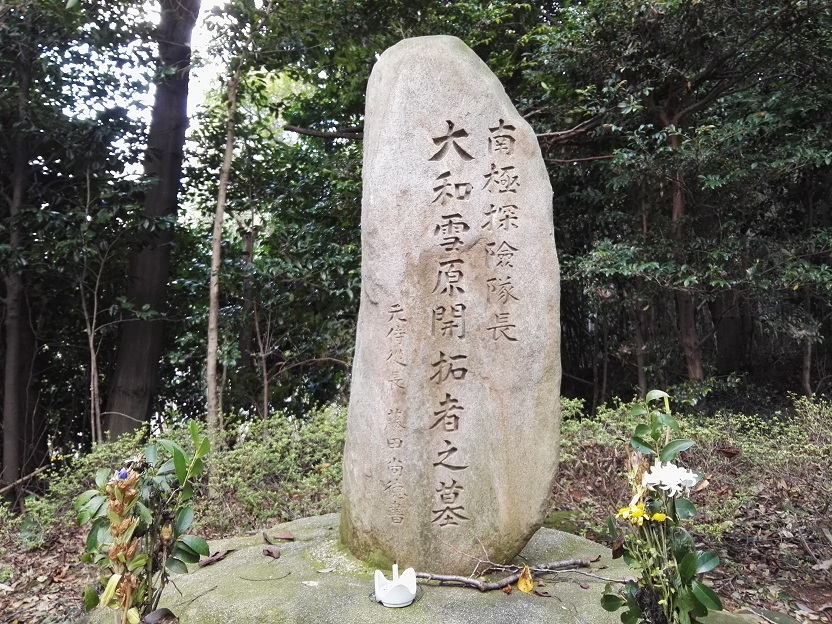
南極探検隊長 大和雪原開拓者之墓（2018年）
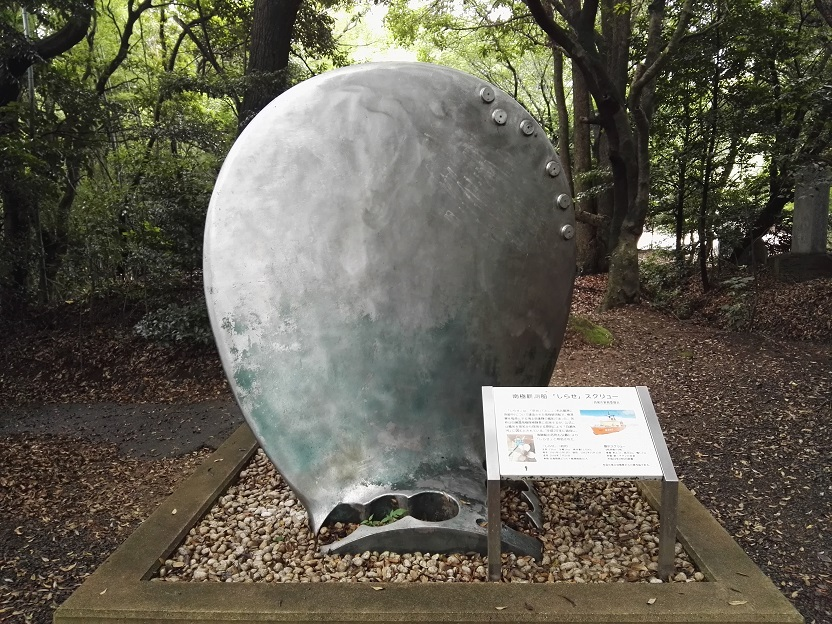
南極観測船「しらせ（初代）」のスクリュープロペラのブレード（羽根）
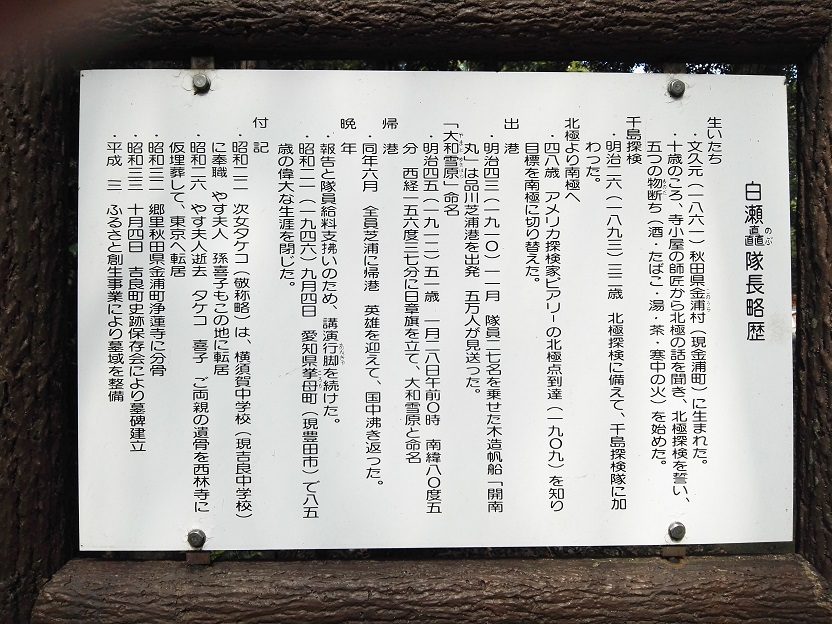
白瀬矗隊長略歴

## 栄典
位階
- 1897年（明治30年）7月10日 - 正八位[52]
- 1905年（明治38年）2月3日 - 従七位[53]

勲章
- 1892年（明治25年）5月28日 - 勲八等瑞宝章[54]
- 1905年（明治38年）11月30日 - 勲七等瑞宝章[55]

## 著書
- 『千島探検録』東京図書出版、1897年4月。NDLJP:763054。
  - 『千島探検録・龍睡丸漂流記』ゆまに書房〈シリーズ出にっぽん記 明治の冒険者たち 明治の冒険者たち 第11巻〉、1994年2月。ISBN 9784896687552。
- 『南極探検』博文館、1913年1月。NDLJP:980822。
  - 『南極探検・南極探検と皇太神宮の奉斎』ゆまに書房〈シリーズ出にっぽん記 明治の冒険者たち 第12巻〉、1994年2月。ISBN 9784896687569。
  - 『南極探検・懺悔・野口英世伝・体験85年』筑摩書房〈世界ノンフィクション全集 36〉、1962年11月。
  - 『山椒大夫・南極探検・野口英世・海底大陸』小学館〈少年少女世界の名作 49〉、1973年9月。
- 『冒険実譚 北極より南極へ』明治図書、1922年10月。
- 『私の南極探検記』皇国青年教育協会、1942年11月。
  - 『南極でただひとり・北極冒険飛行・白瀬中尉南極探検記』講談社〈世界ジュニアノンフィクション全集 10〉、1963年9月。
  - 『白瀬矗 私の南極探検記』日本図書センター〈人間の記録 61〉、1998年8月。ISBN 9784820543060。
  - 『南極大陸に立つ 私の南極探検記』毎日ワンズ、2011年12月。ISBN 9784901622578。
- 『南極と北極 探検ものがたり』越後屋書房、1944年1月。

## 関連項目

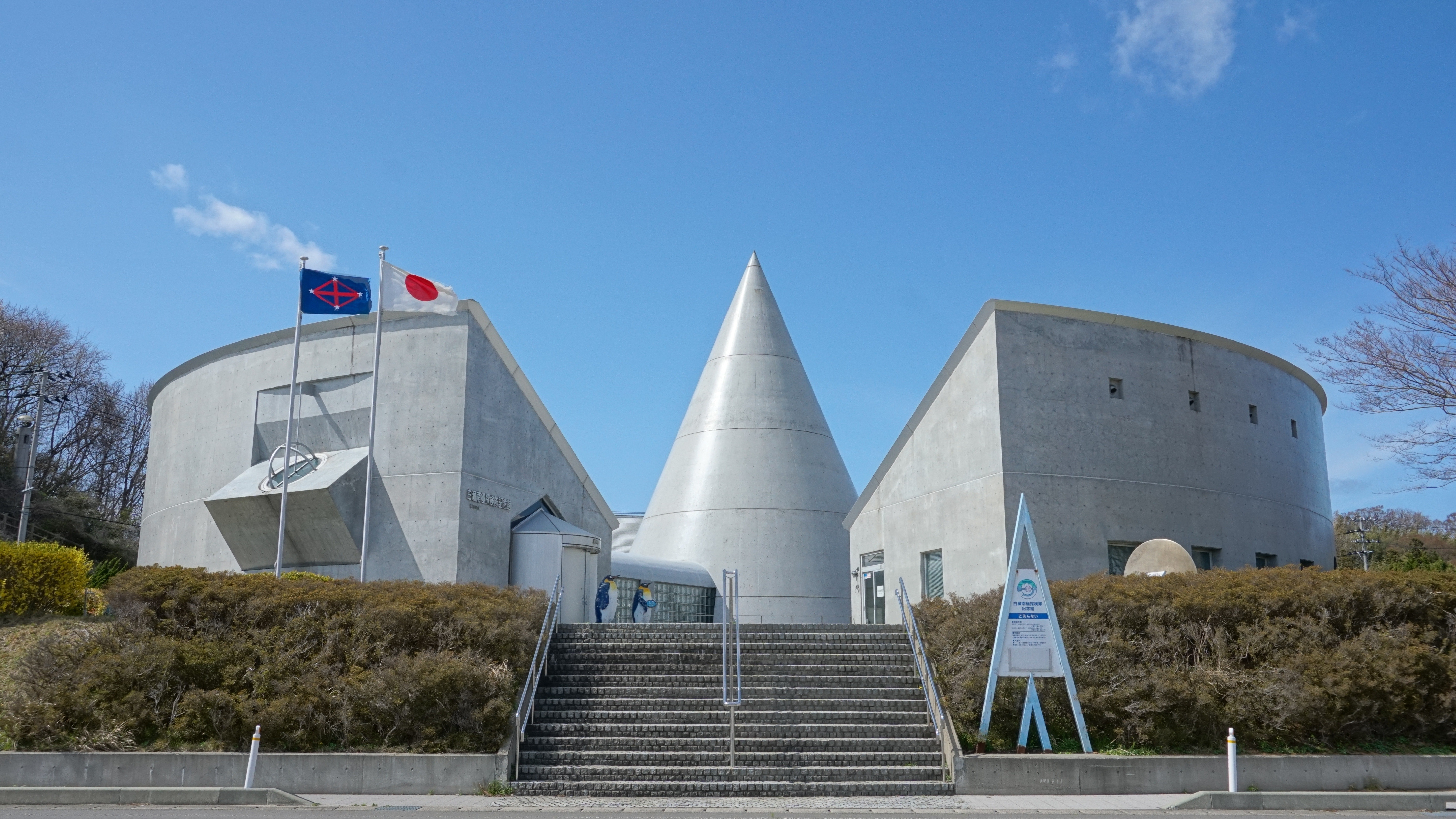
白瀬南極探検隊記念館